# Hati (měsíc)
Hati (vyslovováno /ˈhɑːti/) je malý měsíc planety Saturn. Jeho objev byl oznámen 4. května 2005 vědeckým týmem, jehož členy jsou Scott S. Sheppard, David C. Jewitt, Jan Kleyna a Brian G. Marsden. Nalezen byl během pozorování provedených mezi 12. prosincem 2004 a 9. březnem 2005. Po svém objevu dostal dočasné označení S/2004 S 14. V dubnu 2007 byl nazván Hati, po obrovi z norské mytologie. Dalším jeho názvem je Saturn XLIII.
Hati patří do skupiny Saturnových měsíců nazvaných Norové.

## Vzhled měsíce
Předpokládá se, že průměr měsíce Hati je přibližně 6 kilometrů (odvozeno z jeho albeda).

## Oběžná dráha
Hati obíhá Saturn po retrográdní dráze v průměrné vzdálenosti 20,3 milionů kilometrů. Oběžná doba je 1080 dní.